# Nova Erechim
Nova Erechim là một đô thị thuộc bang Santa Catarina, Brasil. Đô thị này có diện tích 64,4 km², dân số năm 2007 là 4118 người, mật độ 59,9 người/km².